# ليستير أشايم
ليستير أشايم (بالإنجليزية: Lester Asheim)‏ هو أمين مكتبة أمريكي، ولد في 22 يناير 1914 في سبوكين في الولايات المتحدة، وتوفي في 1 يوليو 1997 في تشابل هيل في الولايات المتحدة.